# Another Lesson in Violence
Albums de Exodus
Force of Habit
(1992) Tempo of the Damned
(2004)
Another Lesson in Violence est un album live du groupe de thrash metal américain Exodus. L'album est sorti le 8 juillet 1997 sous le label Century Media Records.
Le nom de l'album est une référence à la compilation du groupe nommée Lessons in Violence, qui est sortie en 1992.
Cet album marque un gros changement dans la formation de Exodus. En effet, Paul Baloff est revenu à son rôle de chanteur depuis qu'il a quitté le groupe après la sortie de l'album Bonded by Blood et le batteur Tom Hunting est revenu depuis son départ en 1989. Il s'agit enfin du premier album enregistré avec Jack Gibson à la basse.
Le chanteur Robert Flynn du groupe Machine Head fait une brève apparition sur le titre Lesson in Violence.

## Musiciens
- Paul Baloff - Chant
- Gary Holt - Guitare
- Rick Hunolt - Guitare
- Jack Gibson - Basse
- Tom Hunting - Batterie

## Liste des morceaux
| No  | Titre                    | Auteur                                            | Durée |
| --- | ------------------------ | ------------------------------------------------- | ----- |
| 1.  | Bonded by Blood          | Gary Holt, Paul Baloff                            | 3:34  |
| 2.  | Exodus                   | Gary Holt, Paul Baloff                            | 4:29  |
| 3.  | Pleasure of the Flesh    | Gary Holt, Paul Baloff                            | 8:14  |
| 4.  | And Then There Were None | Gary Holt, Tom Hunting                            | 5:58  |
| 5.  | Piranha                  | Gary Holt, Paul Baloff                            | 5:42  |
| 6.  | Seeds of Hate            | Gary Holt, Paul Baloff                            | 6:00  |
| 7.  | Deliver Us to Evil       | Gary Holt, Rick Hunolt, Mark Whitaker             | 7:07  |
| 8.  | Brain Dead               | Gary Holt, Paul Baloff                            | 5:22  |
| 9.  | No Love                  | Gary Holt, Paul Baloff                            | 6:41  |
| 10. | A Lesson in Violence     | Gary Holt, Rick Hunolt                            | 5:58  |
| 11. | Impaler                  | Gary Holt, Kirk Hammett, Paul Baloff, Tom Hunting | 6:09  |
| 12. | Strike of the Beast      | Gary Holt, Paul Baloff                            | 3:57  |